# リーア・ハンスン
リーア・ハンスン（デンマーク語: Lea Hansen、1999年4月20日-）は、デンマークのハンドボール 選手。
スィルゲボー＝ヴォールKFUMに所属。
ハンドボールデンマークユース女子代表（U-17）にも招集された経験があり、2015年の欧州女子U-17ハンドボール選手権では金メダル、2016年の世界ユース女子ハンドボール選手権では銀メダルを獲得した。